# Mirror Image
Mirror Image este episodul 21 al serialului american Zona crepusculară. A fost difuzat pe 26 februarie 1960 pe CBS.

## Intriga
Millicent Barnes așteaptă într-un depou din New York următorul autobuz către Cortland⁠(d). Privește ceasul din interior și observă că mașina întârzie. I se adresează vânzătorului de bilete cu privire la întârziere, dar acesta este enervat de faptul că îl deranjează pentru a treia oară. Millicent neagă afirmațiile sale, dar în același timp observă o geantă identică cu a sa în spatele biroului; agentul îi spune că Millicent i-a cerut să aibă grijă de ea. În următorul moment, aceasta realizează că geanta sa de lângă bancă a dispărut. Intră în baie, iar femeia de serviciu menționează că s-au întâlnit cu doar câteva minute înainte. Din nou, Millicent neagă acest lucru. La ieșirea din toaletă, se uită în oglindă și vede, pe lângă reflexia ei, o dublură așezată pe banca.
Millicent întâlnește apoi un tânăr din Binghamton⁠(d) - Paul Grinstead - care așteaptă același autobuz. Acesta o încurajează să Millicent să-i spună de  ce este tulburată, iar aceasta îi explică despre întâlnirea cu dublura sa. Încercând să o calmeze, Paul este de părere că situația este fie o glumă, fie persoana în cauză pur și simplu seamănă cu ea. După ce autobuzul sosește, cei doi se pregătesc de îmbarcare, dar Millicent își observă dublura în mașina și este atât de șocată încât fuge înapoi în depou, unde își pierde cunoștința.
Millicent zace inconștientă pe o banc din interiorul depoului, în timp ce Paul și femeia de serviciu o țin sub observație. Tânărul decide să aștepte următorul autobuz. Între timp, Millicent își revine și insistă că toate întâmplările ciudate sunt cauzate un doppelgänger malefic dintr-o lume paralelă - un plan existențial alternativ care intră în convergență cu propria sa lume din cauza unor forțe puternice sau a unor evenimente necunoscute. Când acest întâmplări au loc, dublurile intră în acest tărâm. Dublura lui Millicent poate supraviețui în această lume numai dacă o elimină și înlocuiește. Paul consideră că explicația este „puțin prea metafizică” pentru el și suspectează că aceasta își pierde mințile. Deși Îî spune că va contacta un prieten din Tully⁠(d) care să-i conducă până în Syracuse⁠(d), acesta sună la poliție.
După ce Millicent este luată în custodie de doi polițiști, Paul se liniștește. În timp ce bea apă de la o fântână publică, acesta observă că valiza sa lipsește.  Se întoarce spre intrare și observă un alt bărbat care iese în grabă pe ușa depoului. Îl urmărește în încercarea de a-și recupera bagajul, dar, spre uimirea sa, cel pe care îl urmărește este dublura sa. Copia dispare în momentul în care Paul strigă „Unde ești?”, iar acesta rămâne pe stradă într-o stare de șoc și confuzie.